# Hot Air (film 1924)
Hot Air è un film muto del 1924 diretto da Norman Taurog. È il secondo film della quindicenne Lois Moran, attrice emergente che, l'anno dopo, avrà il ruolo di Laurel in Stella Dallas di King Vidor.

## Produzione
Il film fu prodotto dalla Jack White (con il nome Mermaid Comedies).

## Distribuzione
Distribuito dall'Educational Film Exchanges, il film - un cortometraggio in due bobine - uscì nelle sale cinematografiche degli Stati Uniti il 22 giugno 1924